# Shōzō Shimamoto
Shōzō Shimamoto (jap. 嶋本昭三 Shimamoto Shōzō; ur. 22 stycznia 1928 w Osace, zm. 25 stycznia 2013) − japoński artysta. 

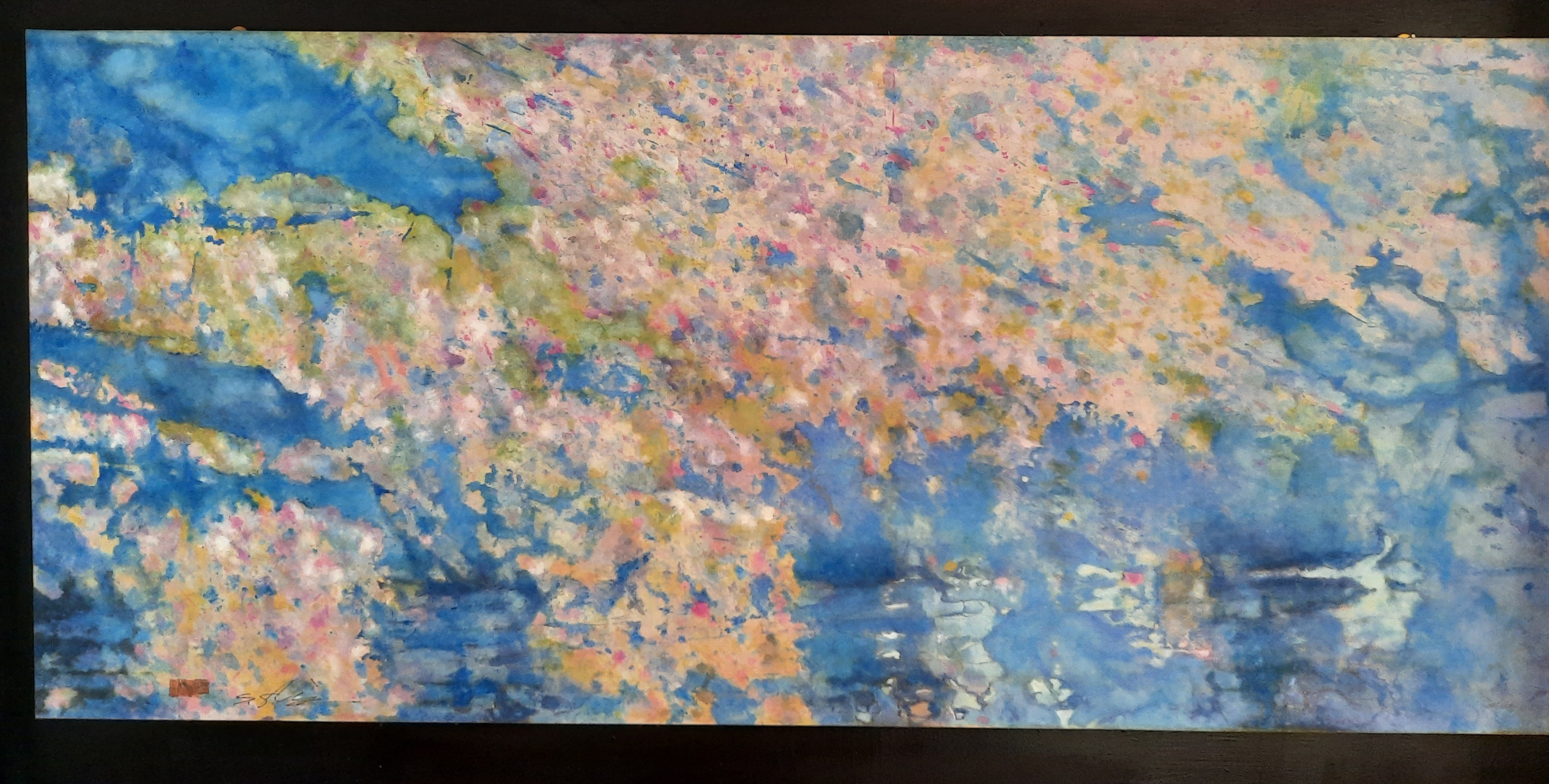
Obraz Shōzō Shimamoto, Rozbita butelka, technika mieszana na płótnie

Był jednym z członków grupy Gutai, założonej w 1950 roku. Jego prace znajdują się w kolekcjach takich muzeów jak Tate Britain, Tate Modern oraz Hyogo Prefectural Museum of Art w Kobe. 
Robert Smith, krytyk sztuki piszący na łamach The New York Times, określił Shimamoto jako jednego z tych niezależnych twórców epoki powojennej, który w latach 50. XX w. działał na międzynarodowej scenie sztuki. Dziś mówi się o nim jako o pionierze mail artu, był jednym z pierwszych artystów tworzących ten rodzaj sztuki.

## Lata 50. – 70. XX wieku
- Na pierwszej wystawie grupy Gutai zaprezentował odkrywczą pracę wykorzystującą doświadczenia z ciałem – Please, walk on here. Praca została również zrekonstruowana w 1993 roku
- Pokazywał swoje video art na Performance Gutai Exhibition
- Partycypował w rozwijaniu projektu Mail art, w którym brało udział 60 państw z całego świata używając specjalnej metody wymiany danych i informacji

## Lata 90. XX wieku i początek XXI wieku
- Kontynuował swoją działalność artystyczną. Był równocześnie prezesem Able Art Japan (Japan Art and Culture Society of Disabled-person) i zorganizował w Osace pierwszą wystawę ludzi niepełnosprawnych
- Został zaproszony do wzięcia udziału w Biennale w Wenecji poświęconemu grupie Gutai oraz do wystawy w muzeum Guggenheima w Nowym Jorku
- W roku 1996 był nominowany jako kandydat do Nagrody Nobla
- Zaproszony jako jeden z czterech najlepszych artystów na świecie wraz z Jacksonem Pollockiem, Johnym Cage i Lucio Fontana do udziału w wystawie w MOCA (US)
- W 1999 roku ponownie dostał zaproszenie na Biennale do Wenecji razem z Davidem Bowie i Yōko Ono
- Z okazji Roku Japońskiego w Londynie niektóre z jego prac zostały przekazane do Tate Modern tworząc kolekcję zawierającą wczesne realizacje artysty